# Colldarnat
Colldarnat, o coll d'Arnat, és un nucli del municipi de la Vansa i Fórnols, a l'Alt Urgell, a la vall de la Vansa. El poble es troba al vèrtex nord-occidental del terme sota el coll d'Arnat, que li dona nom al poble, per on passava el camí vell de la Vansa a la Seu d'Urgell.
Colldarnat es troba a 1.243 metres d'altitud i té actualment 6 habitants. Hi ha la capella de Sant Antoni de Colldarnat. No gaire lluny hi ha la capella, d'origen romànic i força modificada, de Sant Fruitós de l'Espluga.